# Cyclopoapseudes estafricanus
Cyclopoapseudes estafricanus är en kräftdjursart som beskrevs av Mihai Bacescu 1975. Cyclopoapseudes estafricanus ingår i släktet Cyclopoapseudes och familjen Metapseudidae. Inga underarter finns listade i Catalogue of Life.